# Solomon Airlines

## История
Компания была основана в 1962 году. Является единственной авиакомпанией Соломоновых Островов. С 1984 года собственником компании является правительство Соломоновых Островов.

## Назначения
Solomon Airlines обслуживает международные рейсы в Брисбен (Австралия), Нади (Фиджи), Порт-Вилу (Вануату) и внутренние рейсы более чем в 20 аэропортов.

## Ливрея
Базовый цвет ливреи белый. Присутствуют параллельные зеленая и желтая полосы. Хвост синий с пятью белыми звездами. Вдоль оконон расположено слово Solomons.

## Авиакатастрофы и инциденты
Solomon Airlines за свою историю потеряла два самолета: BN-2A Islander в 1978 году около острова Беллона и DH6 Twin Otter в 1991 году над островом Гуадалканал (26 погибших).